# Europamästerskapen i skidskytte 2000
Europamästerskapen i skidskytte 2000 genomfördes 26 – 30 januari 2000 i Zakopane, Polen.

## Distans herrar 20 kilometer
| Placering | Åkare          | Land     |
| --------- | -------------- | -------- |
| 1.        | Zdenek Vitek   | Tjeckien |
| 2.        | Ulf Karkoschka | Tyskland |
| 3.        | Ilmars Bricis  | Lettland |

## Distans damer 15 kilometer
| Placering | Åkare            | Land      |
| --------- | ---------------- | --------- |
| 1.        | Iva Karagiozova  | Bulgarien |
| 2.        | Olga Romasko     | Ryssland  |
| 3.        | Simone Denkinger | Tyskland  |

## Sprint herrar 10 kilometer
| Placering | Åkare          | Land     |
| --------- | -------------- | -------- |
| 1.        | Andreas Stitzl | Tyskland |
| 2.        | Ivan Masarik   | Tjeckien |
| 3.        | Olegs Maluhins | Lettland |

## Sprint damer 7,5 kilometer
| Placering | Åkare             | Land     |
| --------- | ----------------- | -------- |
| 1.        | Magdalena Gwizdoń | Polen    |
| 2.        | Magdalena Grzywa  | Polen    |
| 3.        | Kati Wilhelm      | Tyskland |

## Jaktstart herrar 12,5 kilometer
| Placering | Åkare               | Land     |
| --------- | ------------------- | -------- |
| 1.        | Tomasz Sikora       | Polen    |
| 2.        | Gunar Bretschneider | Tyskland |
| 3.        | Andreas Stitzl      | Tyskland |

## Jaktstart damer 10 kilometer
| Placering | Åkare               | Land        |
| --------- | ------------------- | ----------- |
| 1.        | Magdalena Grzywa    | Polen       |
| 2.        | Svetlana Paramygina | Vitryssland |
| 3.        | Magdalena Gwizdoń   | Polen       |

## Stafett 4 x 7,5 kilometer herrar
| Placering | Land     | Åkare                                                               |
| --------- | -------- | ------------------------------------------------------------------- |
| 1.        | Tyskland | Gunar Bretschneider, Jan Wüstenfeld, Andreas Stitzl, Ulf Karkoschka |
| 2.        | Polen    | Wiesław Ziemianin, Tomasz Sikora, Krzysztov Topor, Woiciech Kozub   |
| 3.        | Ryssland | Vladimir Bechterev, Michail Kotjkin, Jurij Batmanov, Pavel Muslimov |

## Stafett 4 x 6 kilometer damer
| Placering | Land      | Åkare                                                                  |
| --------- | --------- | ---------------------------------------------------------------------- |
| 1.        | Slovakien | Martina Halinárová, Anna Murinová, Marcela Pavkovceková, Sona Mihoková |
| 2.        | Tjeckien  | Kateřina Holubcová, Jitka Pešinová, Irena Česneková, Eva Háková        |
| 3.        | Tyskland  | Peggy Wagenführ, Janet Klein, Simone Denkinger, Kati Wilhelm           |